# Bitburg
Bitburg er en by i Rheinland-Pfalz, Tyskland. Byen ligger 30 kilometer nord for Trier, nær grænsen til Luxemburg. Pr. 2005 bor der 14.112 indbyggere i byen, som er mest kendt for at huse bryggeriet Bitburger.
Hvert år afholder byen én af Tysklands største folklore-festivaler.

## Historie
Bitburg blev grundlagt for ca. 2.000 år siden som mellemstation på vejen fra Lyon over Metz og Trier til Köln. Det ældste overleverede navn er Vicus Beda. Bebyggelsen blev omkring år 330 AD under kejser Konstantin den Store udbygget til en romersk militærlejr, som stadig udgør bykernen.
Den ældste sikre omtale af bynavnet "Beda" er på det såkaldte "Peutinger-Kort“ (Tabula Peutingeriana) fra det 4. århundrede. Stedet omtales første gang som Bitburg omkring 715 sp, 'castrum bedense', længe efter at den romerske besættelse var ophørt I 1262 fik Bitburg tildelt købstadsprivilegier.
I midten af det 10. århundrede kom byen under grevskabet Luxemburg (senere hertugdømme) og kom i 1443 under grevskabet Burgund. Fra 1506 tilhørte byen først de spanske o fra 1714 de østrigske Nederlande. I 1794 kom byen under fransk forvaltning og blev i 1798 hovedby i en fransk kanton i Département des Forêts. Der fulgte en kort opblomstringstid hvor frem for alt forvaltningen blev kraftigt udbygget. Bitburg fik blandt andet en byret og et matrikelkontor.
I 1815 kom Bitburg efter Wienerkongressen under Preussen for hver det forvaltningsmæssigt var en kredsby i provinsen Niederrhein, og derefter kom under Rheinprovinsen.
Den 24. december 1944 blev 85% af byen ødelagt og blev officielt fra amerikansk side udråbt til "død by".
Efter krigens slutning blev byen okkuperet af luxemborgske soldater, som dog i 1955 blev afløst af franskmænd. Allerede i 1952 blev der etableret en NATO base under amerikansk ledelse, med navnet Bitburg Airbase. I 1985 trak franskmændene de sidste tropper ud af Bitburg, og deres kaserner blev overtaget af NATO. Efter afslutningen af Golfkrigen i 1990-1991 blev de amerikanske styrker gradvist trukket tilbage, og den 30. september 1994 blev Nato lufthavnen lukket. Herefter anvendes kun en del af kasernerne af Nato styrkerne. Pr. 30. juni 2007 var der stadig 2.216 amerikanske soldater og deres familier i Bitburg. Lufthavnen blev overdraget til byen og fik navnet Flugplatz Bitburg, som i dag bruger den til fritids- og erhvervsområde, udover at der er en trafiklufthavn på stedet.
I 1985 kom Bitburg i nogle dage i Verdens søgelys, da den amerikanske præsident Ronald Reagan og forbundskansler Helmut Kohl besøgte byen og militærkirkegården "Kolmeshöhe". Her ligger omkring 2.000 soldater fra 1. og 2. verdenskrig begravet – herunder nogle fra Waffen-SS, hvilket afstedkom en del kontroverser i forbindelse med besøget.